# Ипато, Орсо
Орсо Ипато (Урс Ипат, итал. Orso Ipato; убит в 737) — согласно традиционной хронологии, третий венецианский дож (726—737). Первый из тех, в существовании которых у историков нет сомнения.

## Биография
В 726 году после того как византийский император издал закон, запрещавший поклоняться изображением святых, возмущённые венецианцы избрали дожем местного жителя-невизантийца. Им стал Орсо Ипато.
После разрешения тянувшегося несколько лет конфликта Орсо покорился экзарху Равенны, и император утвердил его в должности дожа.
Через десять лет — в 737 году — Орсо Ипато был убит местными аристократами. Экзарх Равенны не стал утверждать нового дожа, а ограничился назначением «военного магистра», который управлял городом в течение года. Однако в результате обострения внутриполитической обстановки в Равенне влияние центральной власти ослабло, и венецианцы, мечтавшие о большей автономии, вернули себе прежнюю форму правления.